# BioEnergie Park Güstrow
Der BioEnergie Park Güstrow ist die deutschlandweit größte Bio-LNG Anlage (inkl. CO2-Verflüssigung). Die Anlage wird durch eine Tochter der EnviTec Biogas AG betrieben und befindet sich nördlich der Stadt Güstrow in Mecklenburg-Vorpommern.

## Anlagendetails
Von 2009 bis 2021 speiste die 500 GWh-starke Biogasaufbereitung ins 25-Bar-Erdgasnetz ein. Dazu verbrauchte der vormalige Betreiber rund 400.000 Tonnen Substrat. Als Substrat wurden hauptsächlich Mais, daneben aber auch Ganzpflanzensilage, Getreide und Grassilage eingesetzt.
Mit Umwandlung des Betreiberkonzeptes durch die EnviTec Biogas AG wird die Anlage überwiegend mit landwirtschaftlichen Reststoffen betrieben. Die eingesetzte Menge an Biomasse reduziert sich entsprechend von zuvor 400.000 Tonnen p. a. auf 150.000 Tonnen.
Die Anlage verfügt nach dem Umbau über eine Biomethan- und eine CO2-Verflüssigung (LCO2) sowie über Blockheizkraftwerke (BHKW) zur Eigenstromversorgung, auch die Gärrestlagerkapazität wurde angepasst.
Künftig wird die Güstrower Anlage jährlich rund 9.600 Tonnen Bio-LNG für einen grüneren Schwerlastverkehr zur Verfügung stellen. Das entspricht einer Menge von grünem LKW Treibstoff für über 50.000.000 LKW km/Jahr. Das gewonnene Bio-LCO2 kann in der Lebensmittelherstellung wie der Getränkeindustrie, aber auch in Gewächshäusern eingesetzt werden.